# Amy Chan
Amy Chan Lim Chee (chinesisch 陳念慈, * 27. Juni 1961) ist eine chinesische Badmintonspielerin aus Hongkong.

## Karriere
Amy Chan gewann 1979 bei der Weltmeisterschaft der WBF Gold im Mixed mit Ng Chun Ching. Bei Olympia 1988, wo Badminton als Vorführsportart im Programm war, erkämpfte sie sich Bronze in der gleichen Disziplin. Bei den Commonwealth Games 1990 gab es noch einmal Gold im Mixed und Bronze mit dem Team.

## Sportliche Erfolge
| Saison | Veranstaltung           | Disziplin   | Platz | Name                     |
| ------ | ----------------------- | ----------- | ----- | ------------------------ |
| 1979   | Weltmeisterschaft (WBF) | Mixed       | 1     | Ng Chun Ching / Amy Chan |
| 1985   | King Mahendra Memorial  | Dameneinzel | 1     | Amy Chan                 |
| 1988   | Olympia (Exhibition)    | Mixed       | 3     | Chan Chi Choi / Amy Chan |
| 1989   | Weltmeisterschaft       | Damendoppel | 17    | Amy Chan / Chan Man Wa   |
| 1990   | Commonwealth Games      | Mixed       | 1     | Chan Chi Choi / Amy Chan |
| 1990   | Commonwealth Games      | Team        | 3     | Hongkong                 |